# 舟形马先蒿
舟形马先蒿（学名：Pedicularis cymbalaria）是列当科马先蒿属的植物，是中国的特有植物。分布在中国大陆的云南、四川等地，生长于海拔3,400米至4,000米的地区，多生长在高山草原上，目前尚未由人工引种栽培。